# José Antonio Páez
José Antonio Páez Herrera (Acarigua, Capitanía general de Venezuela, Imperio español, 13 de junio de 1790-Nueva York, Estados Unidos, 6 de mayo de 1873) fue un prócer de la independencia de Venezuela. Fue general, jefe del ejército nacional y jefe militar del departamento de Venezuela, liderando en 1826 el movimiento separatista conocido como La Cosiata, que separó a Venezuela de la Gran Colombia.
Fue presidente en tres ocasiones, en donde se fundaron las primeras instituciones y tuvo gran influencia militar y política. Tras la Guerra Federal terminó en el exilio, primero en Argentina y posteriormente en Estados Unidos.

## Primeros años
Descendiente de una familia de origen canario, humilde y numerosa. Fue hijo de Juan Victorio Páez y María Violante Herrera, natural de Cuara (sur de Quibor, Lara). Vivía en una casa modesta al lado del río de su pueblo natal. Estudia primeras letras en la escuela privada de Gregoria Díaz, en Guama. Al lado de su cuñado Bernardo Fernández desempeña algunas tareas de comercio menor. En 1807, cuando iba de regreso de Cabudare, fue asaltado en el bosque (o sitio) de Mayurupí por 4 malhechores; Páez dio muerte a uno de ellos y puso en fuga a los otros. Este hecho le obligó a escapar hacia los llanos de Apure, donde se empleó como peón en el hato La Calzada, propiedad de Manuel Antonio Pulido. Se casó el 1 de julio de 1809 con Dominga Ortiz, dedicándose al comercio de ganado, aprendió el oficio del llanero y se convirtió en un jinete experto en el manejo del lazo y la lanza.

## Carrera militar

### Campaña Admirable
Entre 1810 y 1813 perteneció al escuadrón de caballería dirigido por Manuel Antonio Pulido, para combatir contra el gobierno español, trabajó para el gobernador realista de Barinas, Antonio Tíscar y Pedrosa, y tras rechazar un ascenso a capitán, regresó a las fuerzas republicanas de Pulido. Avanza a la ciudad de Barinas, que había sido abandonada por los españoles como resultado de la Campaña Admirable de Simón Bolívar.

### Toma del liderazgo llanero
Aprovechando que las tropas realistas estaban concentradas en el este, el 10 de octubre de 1814 José Antonio Páez invadió Apure con mil jinetes procedentes de la provincia de Casanare. El 29 de enero de 1815 derrota con una carga de caballería a los milicianos de Pacheco Briceño. Al día siguiente su segundo, Francisco de Olmedilla, intenta fusilar a los prisioneros pero Páez interviene para pararlo. Tras deambular por la provincia retorna a Casanare para unirse a Ramón Nonato Pérez. Se dedica el resto de 1815 a rechazar las incursiones de La Calzada en Casanare, pero en 1816 vuelve junto al coronel Joaquín París Ricaurte. Tras la victoria de Palmarito (2 de febrero), donde 300 patriotas vencen al doble de enemigos, Ricaurte vuelve a Casanare. Páez se queda y empieza a operar por su cuenta. Divide su tropa en tres columnas de línea, una bajo su mando personal, otra con Genaro Vásquez y la vanguardia de Pérez. Esta última marcha durante la noche y se encuentra el 16 de febrero en Mata de Miel, cerca de Guasdualito, con los jinetes del coronel Francisco López. Pérez ataca y destroza a dos tercios de los enemigos. Posteriormente llegan el resto de los patriotas y la infantería y artillería realistas. Páez ordena la carga, inicialmente rechaza y en la que se cree que Pérez ha muerto, pero logra reorganizar sus tropas y acaba por romper la formación enemiga. Mueren 400 realistas, 500 son capturados junto a 3.000 caballos. Páez es nombrado teniente coronel.
Empieza la trayectoria de Páez, quien se convierte en el verdadero sucesor de José Tomás Boves como caudillo llanero. Se forma en Arauca el Gobierno de Guasdualito con el teniente coronel Fernando Serrano como presidente de la Nueva Granada y el coronel Francisco de Paula Santander como comandante general del ejército. Páez estaba convocado y se somete, pero sus llaneros se niegan a obedecer a Santander y le obligan a renunciar. Páez es nombrado general en jefe del Ejército de Apure. El 8 de octubre vence en la batalla de El Yagual. Luego invade la mayor parte de Barinas y amenaza las provincias de Mérida y Trujillo.

### Batalla de Las Queseras del Medio
Entre enero y abril de 1819, Páez libró la campaña de Apure junto a Simón Bolívar contra las tropas de Pablo Morillo, que habían invadido el Apure. En esa campaña Páez libró los combates de Caujaral, Cañafístola, Trapiche de la Gamarra y Las Cocuizas.
El 2 de abril de 1819 se produjo la batalla de Las Queseras del Medio. Los ejércitos de Bolívar y Morillo se encontraban frente a frente divididos por el río Arauca. Páez decidió atacar por sorpresa a Morillo y cruza el río con unos 150 lanceros dirigiéndose al campamento de Morillo a provocarlo a una batalla. Este destaca su caballería al mando de Narciso López, unos 1500 jinetes en total, para que destruyan a Páez. Páez emprendió la retirada teniendo en mente emplear una de sus estrategias favoritas y que tantas veces le había dado resultados que era la de simular retirada y luego volver caras al enemigo para enfrentarlo en un mejor terreno. En efecto, Páez se retiró perseguido por los realistas hasta que en el momento oportuno grita a su tropa: «¡Vuelvan caras!» cayendo sobre sus perseguidores y destruyendo la caballería realista que huye de vuelta a su campamento. Las Queseras fue el mayor triunfo de la carrera militar del general Páez: en reconocimiento a su acción, Bolívar lo condecoró con la Orden de los Libertadores al día siguiente.

Finalizada la campaña de Apure con la retirada de Morillo a la localidad llamada Calabozo, Bolívar inicia la Campaña Libertadora de Nueva Granada y a Páez le corresponden funciones de seguridad y reserva estratégica, vigilar los movimientos de Morillo y cortar en conjunción con el ejército de oriente un posible ataque de Morillo a las fuerzas de Bolívar.
El mismo Morillo confesó que, marchando de Caracas a Santa Fe de Bogotá, sufrió la pérdida de más de 3.000 hombres y la de todos sus pertrechos, a consecuencia de los incesantes ataques que le dio Páez, y viéndose obligado a abandonar el objeto de su expedición hasta que no vinieran nuevas fuerzas en su auxilio.

"Recollections of a service of three years during the war of extermination in the Repúblic of Venezuela and Colombia". Relato anónimo Londres, 1829.

### Batalla de Carabobo

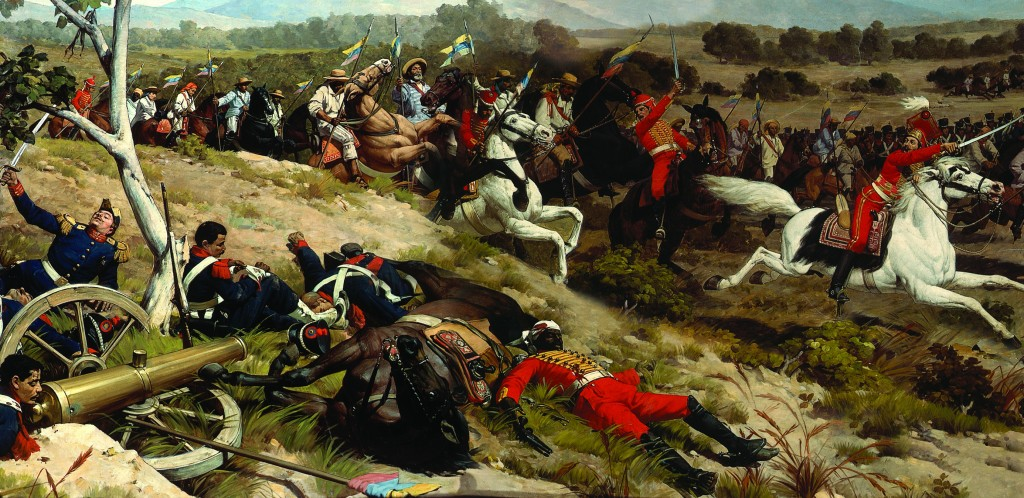
La carga de la división de Páez decidió la batalla de Carabobo.

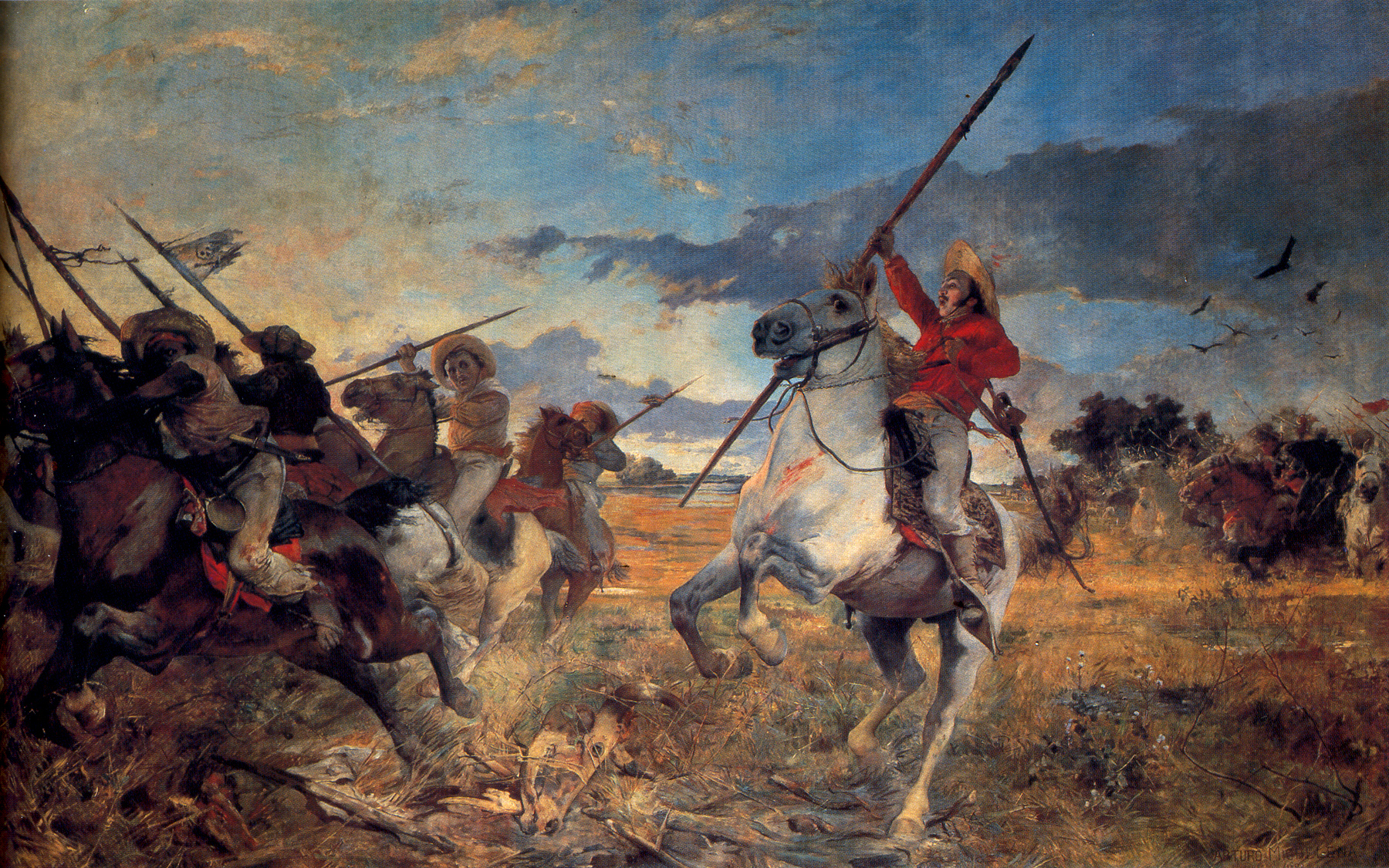
"Vuelvan caras", cuadro al óleo sobre tela 300 x 460 cm (1890) de Arturo Michelena representando el momento en que Páez ordena volver sobre el enemigo.

A partir del 28 de abril de 1821 se iniciaron las operaciones que culminarían en la batalla de Carabobo. Páez salió de Achaguas el 10 de mayo a su reunión con Bolívar en La Casa Blanquera y las demás divisiones del Ejército Libertador. El 24 de junio se libró la batalla que aseguró la Independencia de Venezuela. Páez comandó la Primera División con la cual ejecuta un movimiento de flanqueo de las posiciones realistas por el norte. Tras un duro combate con los batallones Burgos y Hostalrich, los Cazadores británicos sostienen la línea mientras que Páez con la caballería fuerza el paso, entra a la sabana y ataca a la infantería española desde su retaguardia. La Torre se refugia en Puerto Cabello con unos 500 soldados. Bolívar asciende a Páez en el mismo campo de batalla a General en Jefe del ejército colombiano, y le daría el título de "la primera lanza del mundo".
En esta batalla los españoles perdieron el 65% de su tropa; los sobrevivientes se refugiaron en el castillo de Puerto Cabello, el cual fue el último reducto de los españoles en territorio venezolano hasta que fueron expulsados de allí por Páez en 1823.

### Jefe militar del Departamento de Venezuela
Poco después de la Batalla de Carabobo, Bolívar nombró a Páez comandante general del distrito militar que incluía las provincias de Caracas, Barquisimeto, Barinas y Apure. Páez salió de Valencia a los llanos de Calabozo para acabar con un levantamiento realista instigado por Francisco Tomás Morales quien se había refugiado en Puerto Cabello con los restos de ejército realista. Ese mismo año, tras haber sofocado la rebelión, Páez volvió a Valencia desde donde vigiló el sitio de Puerto Cabello. Debido a una epidemia que azotó a su ejército causándole muchas bajas, Páez vuelve con su tropa a Valencia a principios de 1822. El 11 de agosto derrota a Morales en la batalla de Naguanagua cerca de la población homónima, tras haber salido este de Puerto Cabello con el fin de tomar Valencia. Poco después Morales sale con una flotilla con destino a La Guajira para tratar de invadir Venezuela por el occidente pero es derrotado en la batalla naval del Lago de Maracaibo el 24 de julio de 1823. Páez estrecha el sitio de Puerto Cabello y el 7 de noviembre toma por asalto las últimas posiciones realistas en la ciudad.

#### Enfrentamiento con Bogotá

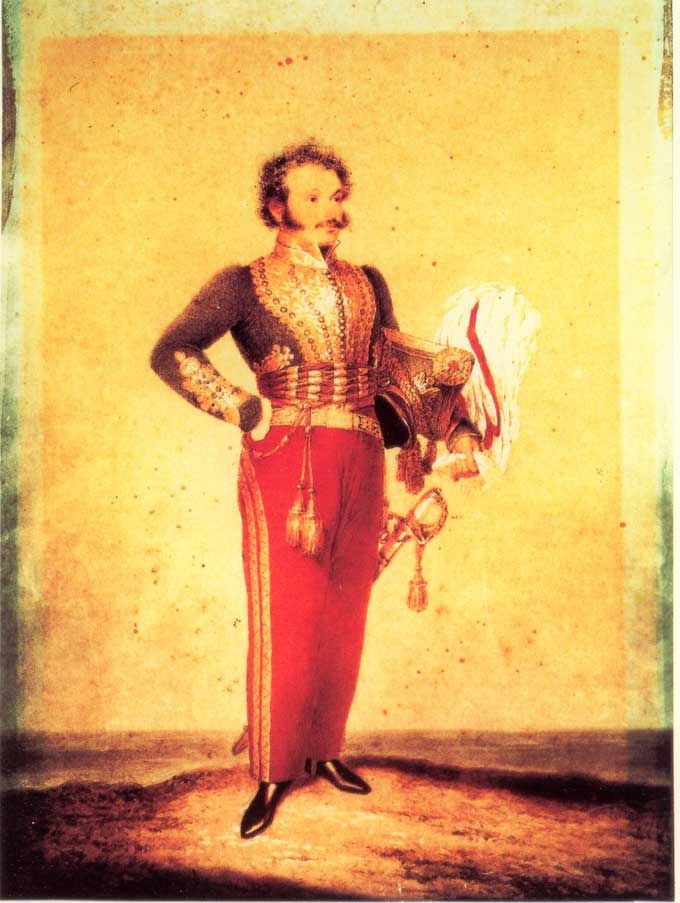
Retrato de Páez en uniforme de húsar por Robert Ker Porter, 1828.

En 1825 se vivió un estado de emergencia en Venezuela por la actividad de algunas guerrillas realistas y la posibilidad de una invasión española desde Cuba, estos hechos motivaron a que el gobierno decretara una conscripción militar. Páez cumplió la orden de reclutamiento pero algunos excesos de sus reclutadores y la enemistad de la municipalidad de Caracas con él, le traen una acusación de la municipalidad al gobierno central de Bogotá por atropellos. Por decisión del senado del 27 de marzo de 1826, Páez fue destituido de su puesto de comandante general del Departamento de Venezuela y llamado a Bogotá para enfrentar un juicio. Inicialmente dispuesto a refutar los cargos, Páez debido a presiones por parte de líderes influyentes entre ellos Miguel Peña Páez cambió de idea tras el pronunciamiento favorable de Valencia, donde desconocen al nuevo comandante general Juan Escalona e instan a Páez a permanecer en el mando. El movimiento, conocido como La Cosiata se extendió por buena parte del departamento y estuvo cerca de estallar en una guerra civil, hasta que Bolívar, que vino desde Perú, se entrevista con Páez el 1 de enero de 1827 y para el día 19 del mismo mes decreta un indulto a todos los implicados y lo nombra jefe civil y militar de Venezuela.
Páez salió fortalecido del movimiento, restituido como comandante general del departamento y visto como el hombre que podía enfrentar la política forjada desde Bogotá por Francisco de Paula Santander.
Durante su estadía en Caracas, Bolívar le explicó el plan de la invasión a Cuba que estaría comandado por Páez con unos 10 000 infantes y 1000 jinetes. El plan no se llevó a cabo.

#### Ruptura con Bolívar y Colombia
Los años que siguen por fin del movimiento de La Cosiata ven intensificarse los sentimientos separatistas con Páez como jefe máximo de los que deseaban la secesión. A finales de 1829 una asamblea reunida en el convento de San Francisco en Caracas, desconoció la autoridad de Bolívar y del gobierno colombiano, y entrega el poder a Páez, quien en un oficio dirigido a Bolívar lo insta a aceptar la separación de Venezuela.

## Carrera política

### Primer periodo de gobierno
José Antonio Páez, quien venía ejerciendo las funciones de jefe civil militar del departamento de Venezuela (Caracas, Carabobo, Barquisimeto, Barinas y Apure) desde 1822, cargo que le fue confirmado por la municipalidad de Valencia el 30 de diciembre de 1826, y ratificado por Bolívar en el mismo año, se alzó contra la autoridad de Simón Bolívar y estableció el 28 de diciembre de 1829 un Gobierno Provisional al constituirse en Jefe de la Administración, y al mismo tiempo expidió un decreto donde convocó a la elección de diputados para un Congreso Constituyente que se reuniría en Valencia el 31 de abril de 1830.

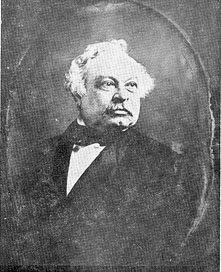
Foto de José Antonio Páez a mediados del.

El 29 de enero de 1830, se abrieron las Asambleas primarias para el nombramiento de los electores que habían de designar en cada provincia a los diputados al Congreso Constituyente. Por falta del número legal de diputados, ya que solo asistieron 33 de los 48 elegidos, la instalación del Congreso Constituyente de Venezuela se efectuó el 6 de mayo de 1830 en la ciudad de Valencia, y el mismo día, los congresistas decidieron que, «hasta que se resolviera otra cosa», el general José Antonio Páez continuaría en el desempeño de las funciones del Poder Ejecutivo.
El Congreso Constituyente de Venezuela sancionó el 22 de septiembre de 1830 la Constitución que debía regir la nueva República de Venezuela, la cual entró en vigencia el mismo mes. El primer Congreso Constitucional de la República de Venezuela se instaló en la ciudad de Valencia el 18 de marzo de 1831, y el 24 del mismo mes, fueron examinados por el Senado los Registros Eleccionarios y se practicó el escrutinio legal para elegir al Presidente de la República.
Como era de esperarse, para el primer período constitucional de cuatro años, resultó elegido Presidente de la República el general José Antonio Páez, quien obtuvo 136 votos (86,07 %) de los 158 electores que sufragaron. Esta elección no fue más que el reconocimiento de una situación que se venía manifestando desde 1826, ya que desde ese año, Páez detentaba el poder material, y la República de 1831, no fue más que la «expresión militar del caudillo llanero», con el apoyo de terratenientes y los militares anti-bolivarianos. 

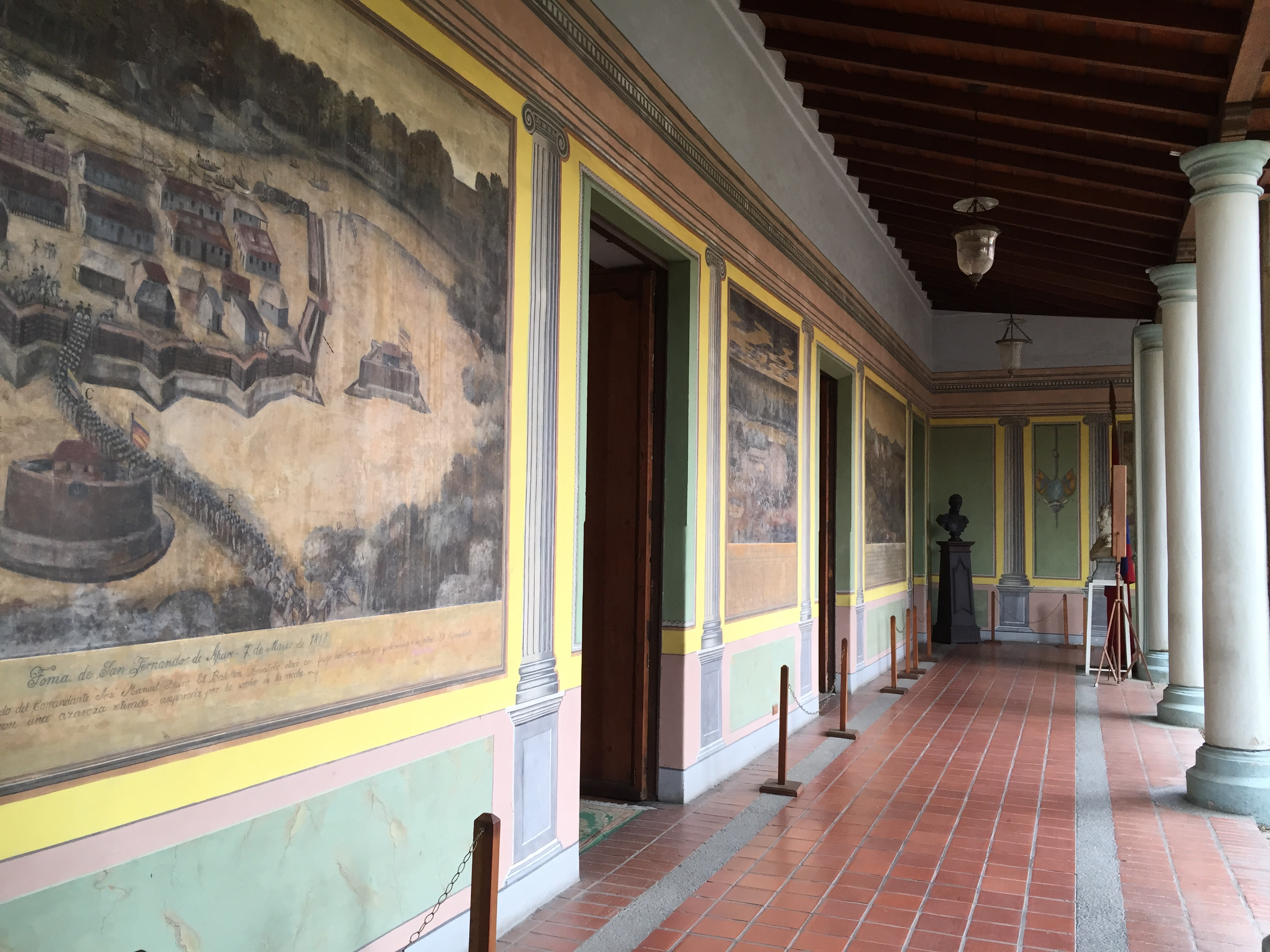
Pasillo de la casa donde residió José Antonio Páez en Valencia, hoy Museo Casa Páez.

Al día siguiente, se practicó la votación para elegir al primer Vicepresidente de la República, y como ninguno de los candidatos obtuvo mayoría legal, fue perfeccionada la elección y resultó designado por dos años, el Licenciado Diego Bautista Urbaneja. El 11 de abril de 1831, Páez prestó juramento legal como Presidente Constitucional de Venezuela; un fragmento de su discurso ese día al tomar posesión del cargo:

La verdad es que se abre entonces uno de los mejores periodos de nuestra historia, y precisamente en lo referente a la organización política y moral de la República. Prudencia, firmeza, probidad, sagaz apreciación de la imposibilidad de separarse por entonces del jefe militar, pero a la vez valeroso propósito de vigilarlo y reducirlo; entusiasmo laborioso y consecuente para trabajar por una administración pública eficaz y equilibrar la libertad y el orden, tales fueron las virtudes de aquella generación, que logró convertir en un movimiento patriótico y legalista la desmembración de Colombia, iniciado bajo tan funestos auspicios...

Para las elecciones presidenciales del período 1835-1839, el presidente Páez apoyó al general Carlos Soublette. El 28 de enero de 1833 se reunió el Congreso Constitucional y se votó para elegir al Vicepresidente de la República para el período 1833-1837. Los votos de los electores se repartieron así; general Carlos Soublette 52 (29,21 %), doctor Andrés Narvarte 31 (17,41 %), general Bartolomé Salom 21 (11,79 %).
Como ninguno de los candidatos obtuvo las dos terceras partes de los votos requeridos por la ley, el Congreso realizó una nueva elección entre Soublette y Narvarte, siendo electo este último Vicepresidente de la República. El presidente Páez gobernó con una paz relativa durante su período, y logró una leve recuperación de la economía devastada por la guerra. Sin embargo hubo que hacer frente a las revoluciones, como la encabezada en Oriente por el general José Tadeo Monagas; la de Caracas contra los mantuanos en 1831, y la de Gabante en 1834, y a dificultades de orden político, auspiciadas por militares descontentos: unos por no intervenir directamente en la administración pública, otros por grupos civiles y miembros de la comunidad universitaria, apoyando al médico José María Vargas a pesar de la renuencia de este a aceptar su postulación. Los militares descontentos con el régimen auparon la candidatura del general Santiago Mariño.

### Segundo periodo de gobierno

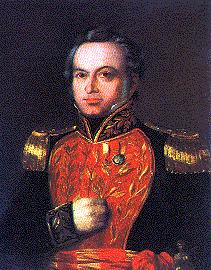
Retrato del general Páez por Lewis B. Adams, 1838.

Páez es elegido Presidente por segunda vez en las elecciones de 1839,  
Promovió la creación de colegios nacionales y la Biblioteca Nacional, la construcción de vías de transporte.
Páez llegó a amasar una considerable fortuna, siendo propietario de cinco hatos: San Pablo, El Frío, La Yeguera, Mata Totumo y Mata Gorda. El Partido Liberal se acrecienta con la prédica de políticos como Antonio Leocadio Guzmán, Ezequiel Zamora y Napoleón Sebastián Arteaga. 
En 1846, durante el gobierno de Carlos Soublette, conservador igual que Páez, estalla una rebelión popular en los valles de Aragua, Carabobo, Guárico, llanos occidentales y oriente del país. La rebelión toma un fuerte impulso rápidamente y Páez sale a combatirla como general en jefe del ejército constitucional. Las fuerzas de Páez tras varios meses sin lograr una victoria de importancia, capturan en 1847 a los líderes de la revuelta: Ezequiel Zamora y José Francisco Rangel. Durante las elecciones presidenciales de Venezuela de 1846, apoya a José Tadeo Monagas, quien resulta electo.

### Exilio
Tras el Asalto al Congreso de Venezuela de 1848, se alza contra el gobierno siendo derrotado en la Batalla de los Araguatos y forzado a exiliarse. Entre 1850 y 1859 Páez viaja por el mundo conociendo importantes personajes. El 28 de mayo de 1859 arriba a la isla de Saint Thomas donde lo reciben las autoridades y pobladores de la isla, permanecería un corto tiempo hasta partir a los Estados Unidos donde visita Filadelfia en julio de ese año y luego Nueva York en agosto. Seguidamente viaja a Nueva Jersey en septiembre y para regresar a Filadelfia. En Nueva York pasa revista el 29 de octubre de aquella ciudad en su honor. En febrero de 1851 parte para Baltimore donde es nuevamente agasajado y de allí a Washington.
Regresa a Nueva York donde vive hasta 1854 y realiza un viaje a México donde es recibido en octubre de ese año por el presidente Antonio López de Santa Anna quien lo nombra «Miembro de la Orden de Guadalupe de México». En 1856 viaja a Francia y es recibido por el emperador Napoleón III en el salón de los soberanos. Luego sigue su viaje por Europa central y en Múnich es recibido por el príncipe Luis de Baviera. Finalmente vuelve a Nueva York ese año. 
En 1858 recibe noticias del derrocamiento de los Monagas por la Revolución de Marzo. El nuevo gobierno restablece a Páez todos sus títulos y honores y le levanta la pena del destierro, invitándolo a volver al país para encargarse del ejército y la pacificación. Tras ser despedido de Nueva York con una parada militar mandada por el general George McClellan, Páez parte de la ciudad y llega a Venezuela en enero de 1859 siendo recibido con grandes fiestas en Puerto Cabello, Valencia y Caracas.

### Regreso a Venezuela y tercer gobierno

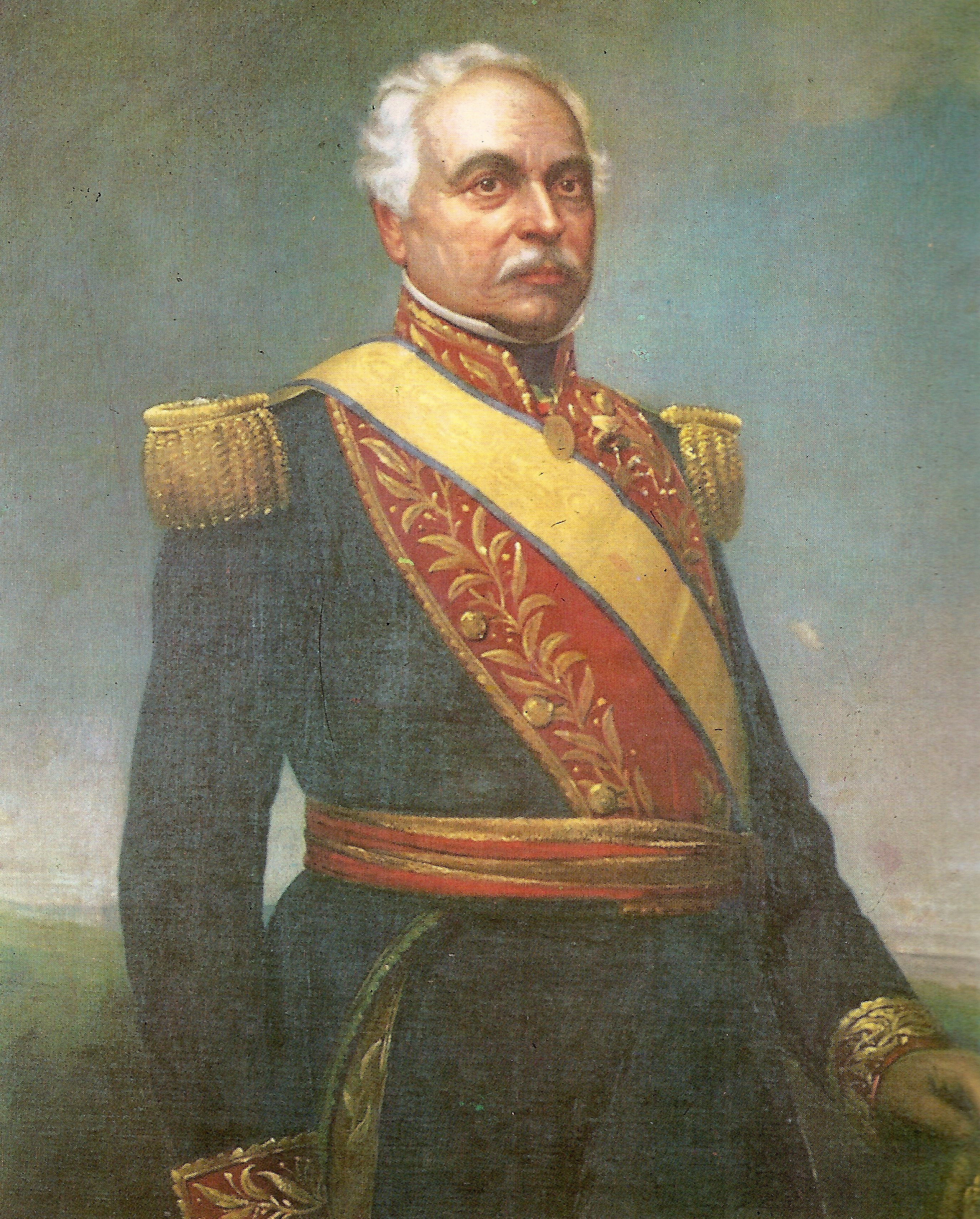
Retrato de José Antonio Páez, por Martín Tovar y Tovar, 1874.

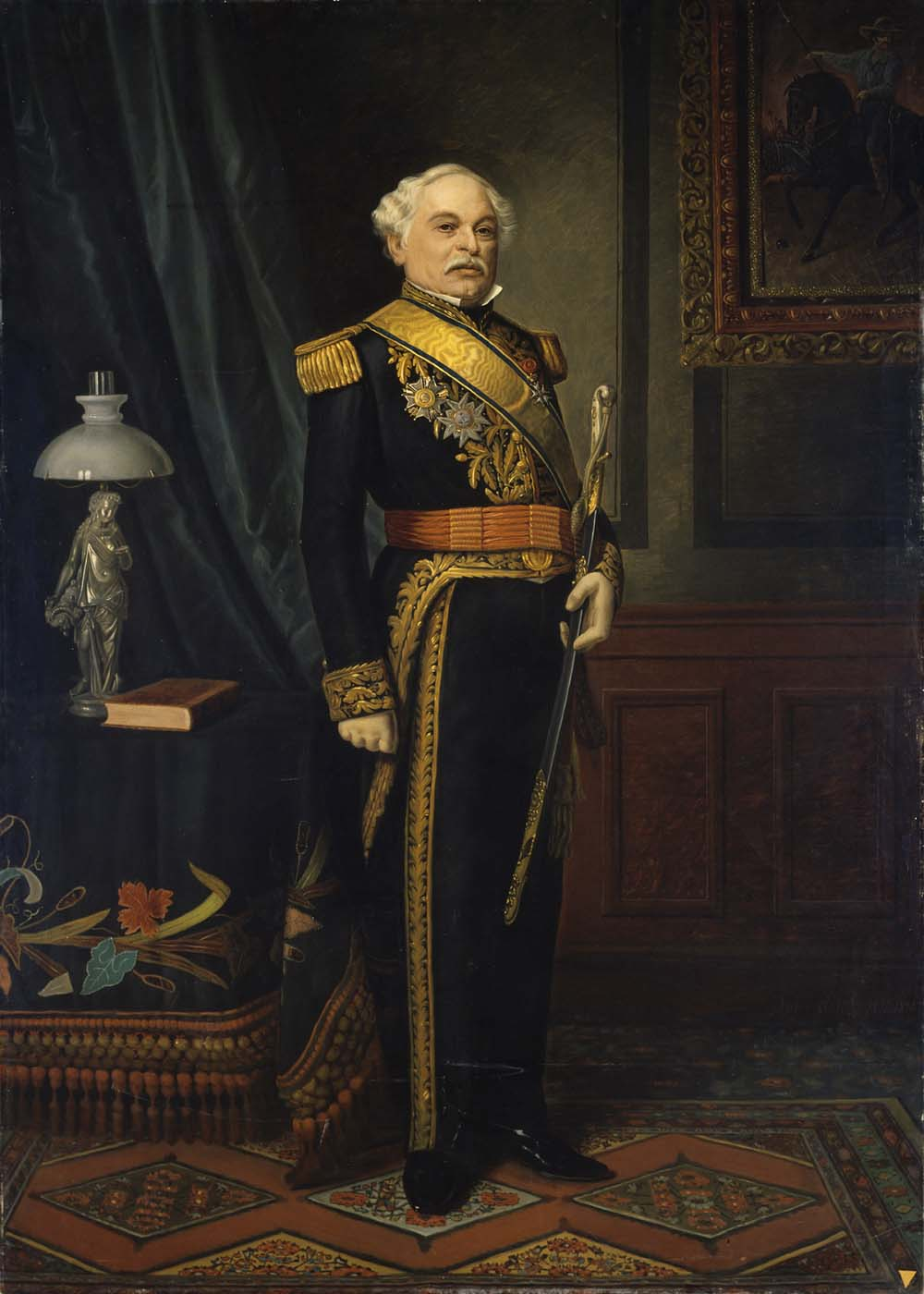
Retrato de Páez por John J. Peoli, 1890.

Al llegar a Venezuela el 18 de diciembre de 1858 el país se encuentra con una gran convulsión política y social de los grupos monaguistas, liberales y federalistas, descontentos con el gobierno del presidente Julián Castro. Al estallar la Guerra Federal el 20 de febrero de 1859,  en Coro, Páez es nombrado jefe de operaciones de Carabobo pero renuncia al cargo en abril al no obtener las facultades que exige. Retorna a Caracas el 6 de mayo donde recibe el encargo de enviado extraordinario y ministro plenipotenciario de Venezuela en los Estados Unidos para una misión diplomática.
Al regresar a Venezuela en 1860 gobierna el ejecutivo Manuel Felipe de Tovar, quien lo nombra comandante general de todos los ejércitos del gobierno. Al asumir la presidencia Pedro Gual y designar este como su segundo a Ángel Quintero, antiguo ministro y secretario de Páez, comienza una campaña dirigida por Pedro José Rojas con la consigna de «Quintero es la guerra, Páez es la paz» como rechazo ante una posible sucesión de Quintero a la presidencia y en apoyo de que Páez asuma el poder.
Las pugnas entre conservadores civilistas y militaristas terminó en el derrocamiento y prisión de Gual por los militares y la proclamación de la dictadura de Páez el 10 de septiembre. Durante este último gobierno sanciona el primer Código Civil de Venezuela. Todo el año 1862 y parte de 1863, conduce Páez la guerra contra los federalistas encabezados por Juan Crisóstomo Falcón. Finalmente se rinde con el Tratado de Coche, poniendo fin a las hostilidades en abril de 1863. Páez gobierna nominalmente en Caracas hasta mediados de junio y el 13 de agosto sale de Venezuela por tercera y última vez, estableciendo su residencia de nuevo en Nueva York.

## Últimos años

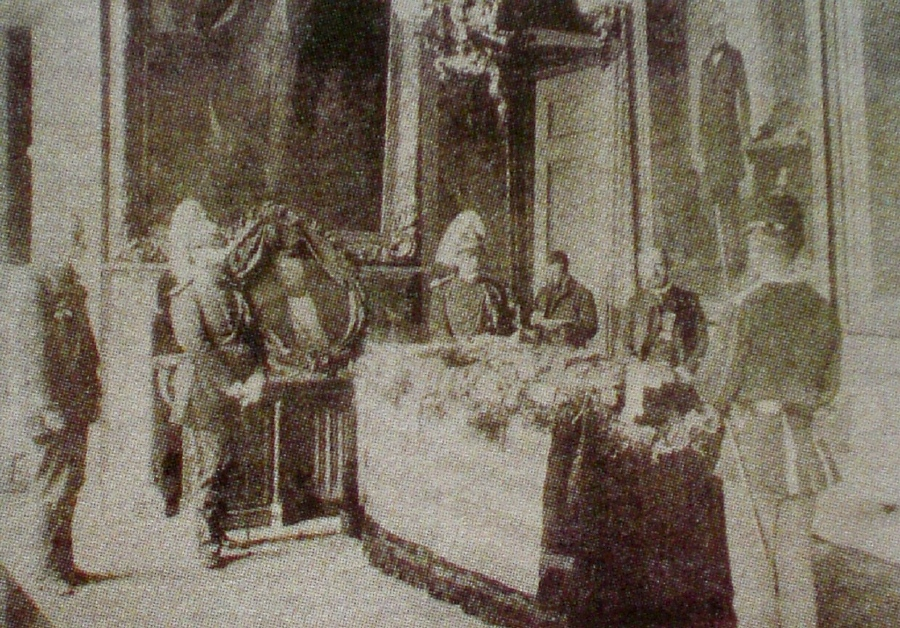
Funeral de José Antonio Páez.

En Nueva York, Páez conoció al entonces ministro plenipotenciario de la Argentina, Domingo Faustino Sarmiento, quien lo impresionó por sus ideas respecto a la importancia que debía darse a la educación. En 1868 viaja a Argentina, donde se dedica a la promoción de un artefacto para desollar reses, que inventa el estadounidense Horace Lewis. 
El presidente Sarmiento le incorpora a las Fuerzas Armadas con el grado honorífico de brigadier general como “veterano de la Independencia Suramericana”.
Como masón activo, grado 33, asiste en Buenos Aires al banquete que las logias argentinas ofrecen a Sarmiento.
El general José Antonio Páez falleció en Nueva York el 6 de mayo de 1873, cuando contaba con 82 años de edad. Su muerte se produjo a las siete y veinticinco de la mañana, en una modesta casa marcada con Nro. 42 de la calle 20 este, asistido por el médico A. K. Gardner, muere a causa de una bronconeumonía, resultado de un fuerte resfriado, probablemente adquirido en los paseos a caballo que acostumbraba a realizar por Central Park en las semanas previas a su fallecimiento, debido al frío clima neoyorquino. Para el momento de fallecer, estaban a su lado, su hijo Ramón Páez Ricaurte y muchos emigrados políticos como él, la mayoría cubanos. Había muerto casi en la miseria y en sus últimos años se le veía llevar una vieja ropa para ser remendada. Su cadáver fue embalsamado gratuitamente por el médico cubano Federico Gálvez.
Su cadáver sería sepultado en una parcela municipal del Marble Cementery por no contar con dinero suficiente para adquirir una privada. Allí permaneció durante 15 años y estuvo a punto de ser colocado en una fosa común por cuanto no había dejado bienes de fortuna a sus familiares para que estos cubriesen los gastos de un sepulcro digno y privado. Tomás Michelena en su obra Resumen de la Vida Militar y Política del Ciudadano Esclarecido General José Antonio Páez (Tipografía El Cojo, 1899) describe el hecho de la siguiente manera:

… ayer por la mañana a las 10, los amigos personales del muerto, inclusive los doloridos, se reunieron en la última morada de la calle 20 del Este, para dar la última visita a sus restos. A las diez y cuarto salió el féretro entre las lágrimas de los dolientes, y fue colocado en un sencillo carruaje tirado por dos caballos. Sobre el féretro había dos banderas americanas, una de las cuales hecha de seda y terciopelo y hermosamente bordada en plata y oro, había sido presentada por el propio general Páez al mayor A. E. P. Green quien comandaba la tropa que escoltó al caudillo al buque que lo llevó a Venezuela, en la primera partida de esta ciudad a su Patria. El carruaje y el acompañamiento compuesto de una docena de coches, llegaron a la iglesia católica romana de San Esteban (sic) a las diez y media de la mañana. Ya a esta hora estaba llena la hermosa iglesia por todas partes. El féretro fue llevado al pie del presbítero y colocado sobre unas andas a cuyos lados había seis candelabros con velas encendidas. Sobre el ataúd había cuatro guirnaldas de flores, mientras a la cabeza y pies estaban colocados en posición recta dos cruces de flores siemprevivas…

…Posteriormente fue llevado al Marbel Cementery y depositados temporalmente en una bóveda a la espera que el Gobierno y el pueblo de Venezuela reclamaran los restos de aquel patriota para ser sepultados con honores militares…

### Repatriación de sus restos mortales
En 1888 los restos de Páez regresaron a Venezuela, durante el gobierno del general Hermógenes López. Los actos que entonces se organizaron para llevar sus restos al Panteón Nacional de Venezuela se intitularon La Apoteosis del General Páez. Su cadáver había estado fuera de su país natal durante quince años. Crearon un monumento a José Antonio Páez en la plaza Glorias Patrias de Mérida.
El día lunes 8 de abril de 1957, la prensa "El Heraldo" de Venezuela, publicó, en el marco de su espacio denominado "Testimonio Histórico", una entrevista a Carlos Enrique Fernández León (hijo de Carmelo Fernández y sobrino-nieto de José Antonio Páez) recordando el día en que la ciudad de Caracas recibió, con antorchas y un enorme respeto, los restos mortales del expresidente José Antonio Páez que fueron trasladados al Panteón Nacional, donde reposan desde 1888.
En 1973, para conmemorar el centenario de la muerte de Páez, durante la presidencia de Rafael Caldera, se ordenó la colocación de un mausoleo de mármol, esculpido por el artista José Pizzo, en el sitio donde reposan los restos del general en el Panteón Nacional. Durante el proceso de exhumación de los restos, se constató que los restos de Páez estaban en muy buen estado de conservación, debido a la técnica de embalsamiento que había realizado cien años antes por el doctor Federico Gálvez y Alfonso, un médico especialista, en Nueva York. 

## Vida personal
José Antonio Páez sufría de epilepsia, incluso llegando a padecer de un ataque durante la Batalla de Carabobo en 1821. Páez fue masón.
Tenía afición a la literatura, el teatro, la pintura y la música. Páez leyó a Lamartine, Rousseau y Cervantes. Cantaba ópera, además de tocar el violín y el violonchelo.
Durante su estadía en Argentina, escribió Cuaderno de Música, un cancionero de piezas musicales inéditas; que le dejó al historiador y periodista Adolfo Carranza, fundador y primer director del Museo Histórico Nacional de Argentina, que hoy permanecen en el citado museo.

## Reconocimientos y honores

### En Colombia
En los departamentos de Boyacá y Cauca existen los municipios con el apellido Páez en honor al caudillo venezolano: Páez (Boyacá) y Páez (Cauca).
En Arauca el puente internacional lleva su nombre

### En Venezuela

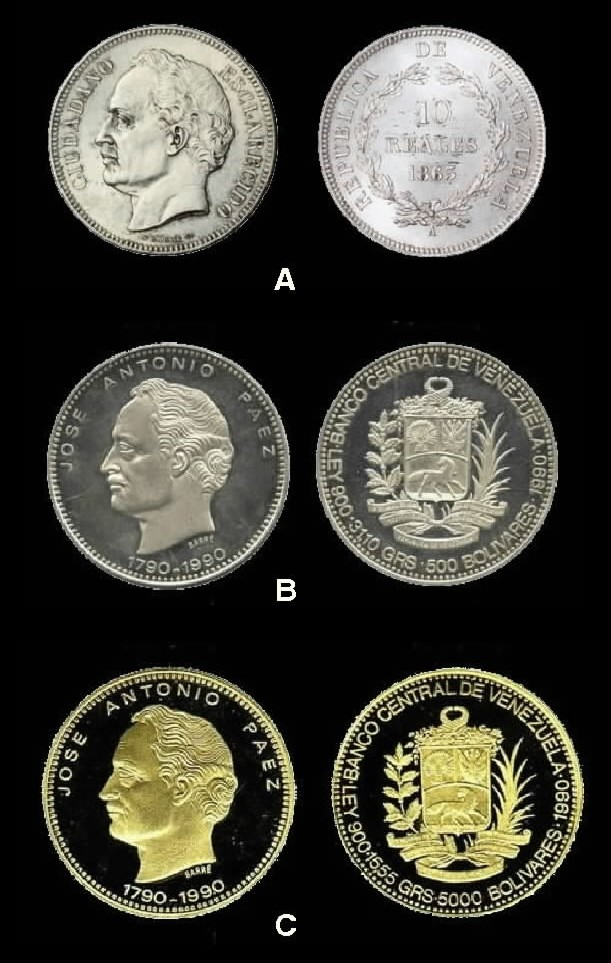
Numismática en honor a Páez, Moneda de 10 Reales y Monedas Conmemorativas del Natalicio de José Antonio Páez con valor de 500 y 5000 bolívares.

- Numismática en honor a Páez, Moneda de 10 Reales y Monedas Conmemorativas del Natalicio de José Antonio Páez con valor de 500 y 5000 bolívares.Fue General en Jefe del Ejército de Venezuela
- Fue Presidente de Venezuela en tres periodos.
- Sus restos reposan en el Panteón Nacional desde el 19 de abril de 1888.
- Con fecha de 1865 se mandaron acuñar monedas con valor nominal de 10 reales en la Monnaie de Paris, en cuyo anverso esta la efigie del General José Antonio Páez. Curiosamente esta moneda nunca circuló y fueron mandadas a fundir y se presume que se salvaron unas 200 unidades.
- La república emitió un billete con la efigie del general José Antonio Páez con valor nominal de 20 bolívares de 1974 fecha de su primera edición hasta su última emisión en 1998 y su posterior salida de circulación.
- En 1990 se acuñó una moneda conmemorativa de plata-cobre, cuyo valor nominal era de 500 bolívares con la efigie del General José Antonio Páez.
- En 1990 se acuñó una moneda de valor nominal era de 5000 bolívares con la efigie del general José Antonio Páez.
- En los estados Apure, Miranda, Portuguesa y Zulia existen municipios con el apellido del Prócer de la Independencia José Antonio Páez:
- Municipio Páez en el Estado Apure.
- Municipio Páez en el Estado Miranda
- Municipio Páez en el Estado Portuguesa
- Municipio Páez en el Estado Zulia
- En el Estado Yaracuy existe el Municipio José Antonio Páez. A la entrada de su capital, Sabana de Parra, se erigen dos pequeños monumentos que evocan el Sitio de Mayurupí, testigo del incidente que marcó la vida del General Páez.

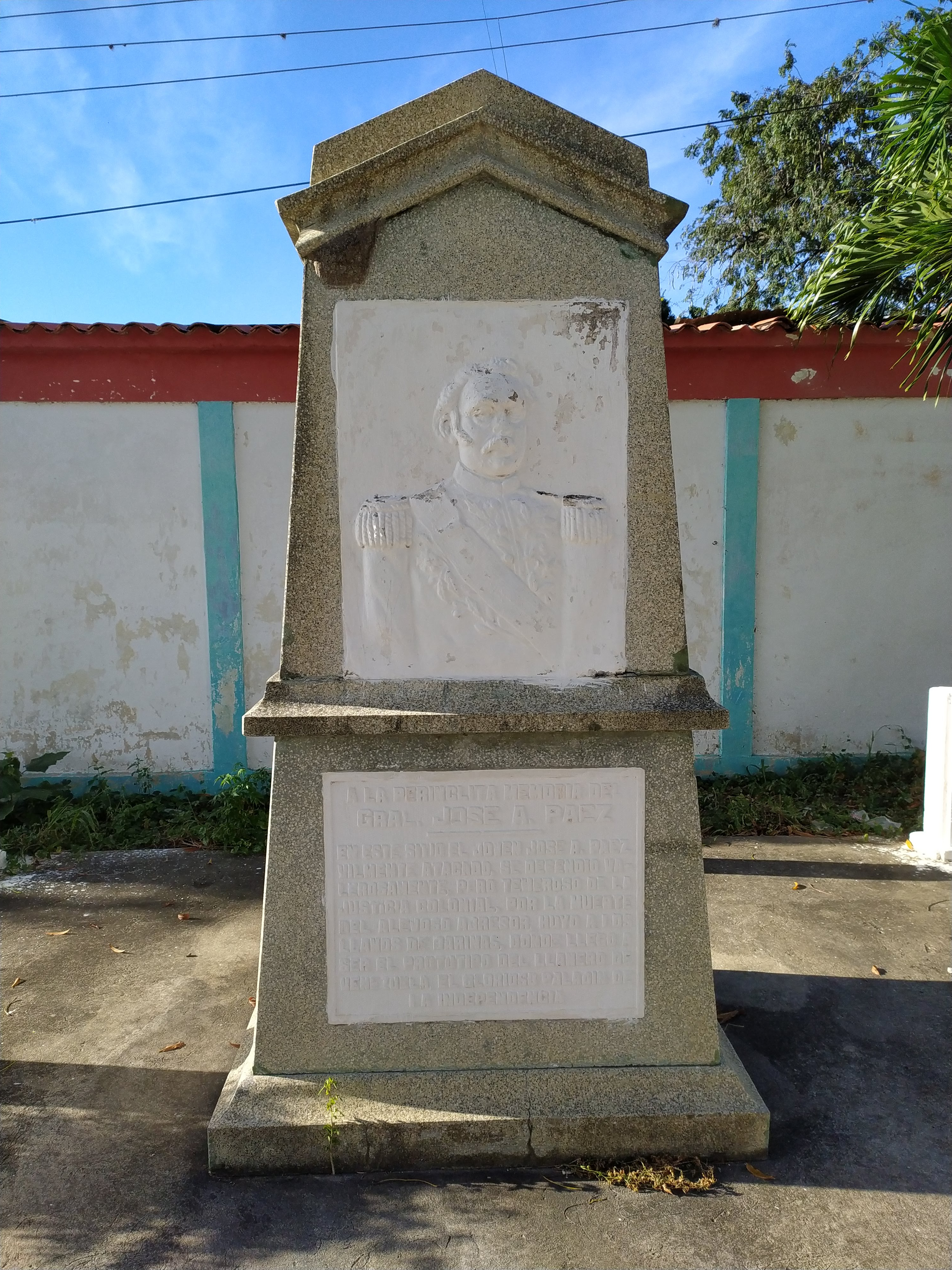
Hito Conmemorativo al Sitio de Mayurupi en Sabana de Parra, Estado Yaracuy

- En Ciudad Bolívar, Estado Bolívar se encuentra la parroquia José Antonio Páez.
- En el Estado Apure en el Municipio Pedro Camejo se localiza la población de Puerto Páez.
- En el Estado Apure sobre el río Arauca está el Puente Internacional José Antonio Páez.
- En el Estado Barinas se localiza la Central Hidroeléctrica General José Antonio Páez en la población de Altamira de Cáceres y Calderas del Municipio Bolívar.
- En el Estado Carabobo en la ciudad de Valencia está localizado el Museo Histórico Casa Páez en la que fuera la casa del Ilustre Prócer. También es esta ciudad tiene su sede la Universidad José Antonio Páez, fundada el 17 de septiembre de 1997.
- En el estado Portuguesa en la ciudad de Acarigua se localiza el estadio José Antonio Páez.
- Una de las principales autopistas del país lleva su nombre Autopista José Antonio Páez.
- En Caracas se encuentra la plaza Páez en la urbanización El Paraíso.
- En San Cristóbal, capital del Estado Táchira se encuentra localizada la plaza Páez
- En Caracas existe la avenida José Antonio Páez.
- En la entrada del Municipio Cocorote en el Estado Yaracuy existe el Monumento al General José Antonio Páez
- En la ciudad de Barinas, capital del Estado Barinas, Venezuela, plaza Páez
- En la población de El Rastro, Municipio Miranda, Estado Guárico, plaza Páez
- En Calabozo, Estado Guárico, plaza Páez
- En Zaraza Estado Guarico plaza Páez, sector Golfo Triste. Según Francisco Gustavo Chacín, quien dibuja en su obra Razones de Provincia (1959) las plazas del pueblo y sus condiciones para la época, este espacio fue acondicionado en 1835 por las tropas del General Páez, héroe de la Independencia, para jugar gallos, bailar y realizar otras diversiones para las tropas acantonadas en el sitio. En la actualidad, la plaza Páez es una de los espacios públicos mejor conservados del municipio.
- En el Sombrero, estado Guárico también existe la plaza Páez
- En Maracaibo en el año 1937, fue construida la plaza Páez. Ubicada en la av. 4 Bella Vista.
- Medalla Páez de las Artes es una condecoración entregada por The Venezuelan American Endowment for the Arts (VAEA) que se presenta una vez al año a un individuo o grupo que ha tenido un impacto y contribuido a la excelencia, el crecimiento, el apoyo y la proliferación de las artes en Venezuela y los Estados Unidos.[27][28] Lleva el nombre en honor a José Antonio Páez, caudillo de la Independencia de Venezuela, que vivió los últimos años de su vida exiliado en la ciudad de Nueva York, en donde se convirtió en un filántropo por las artes.[29]